# Campeonato Mundial de Halterofilismo de 1987
O Campeonato Mundial de Halterofilismo de 1987 foi a 61ª edição do campeonato organizado pela Federação Internacional de Halterofilismo (FIH) em Ostrava, na Tchecoslováquia entre 6 a 13 de setembro de 1987. Foram disputadas dez categorias com a presença de 168 halterofilistas masculinos de 29 nacionalidades. Esse ano ocorreu a 1ª edição do campeonato de Halterofilismo feminino organizado pela Federação Internacional de Halterofilismo (FIH) em Daytona Beach, nos Estados Unidos entre 30 de outubro a 1 de novembro de 1987. Foram disputadas nove categorias com a presença de 100 halterofilistas femininos de 29 nacionalidades.

## Medalhistas

### Masculino
| Evento    | Ouro                                  | Ouro     | Prata                                 | Prata    | Bronze                                 | Bronze   |
| 52 kg     | 52 kg                                 | 52 kg    | 52 kg                                 | 52 kg    | 52 kg                                  | 52 kg    |
| --------- | ------------------------------------- | -------- | ------------------------------------- | -------- | -------------------------------------- | -------- |
| Arranque  | Sevdalin Marinov · Bulgária           | 115,0 kg | He Zhuoqiang · China                  | 112,5 kg | Jacek Gutowski · Polónia               | 112,5 kg |
| Arremesso | He Zhuoqiang · China                  | 147,5 kg | Sevdalin Marinov · Bulgária           | 147,5 kg | Chun Byung-kwan Coreia do Sul          | 135,0 kg |
| Total     | Sevdalin Marinov · Bulgária           | 262,5 kg | He Zhuoqiang · China                  | 260,0 kg | Jacek Gutowski · Polónia               | 247,5 kg |
| 56 kg     |                                       |          |                                       |          |                                        |          |
| Arranque  | Liu Shoubin · China                   | 130,0 kg | Neno Terziyski · Bulgária             | 125,0 kg | Ri Jae-son · Coreia do Norte           | 120,0 kg |
| Arremesso | Neno Terziyski · Bulgária             | 162,5 kg | He Yingqiang · China                  | 160,0 kg | Liu Shoubin · China                    | 145,0 kg |
| Total     | Neno Terziyski · Bulgária             | 287,5 kg | Liu Shoubin · China                   | 275,0 kg | Ri Jae-son · Coreia do Norte           | 265,0 kg |
| 60 kg     |                                       |          |                                       |          |                                        |          |
| Arranque  | Stefan Topurov · Bulgária             | 140,0 kg | Yurik Sarkisyan · União Soviética     | 137,5 kg | Oksen Mirzoyan · União Soviética       | 135,0 kg |
| Arremesso | Stefan Topurov · Bulgária             | 175,0 kg | Oksen Mirzoyan · União Soviética      | 170,0 kg | Yurik Sarkisyan · União Soviética      | 170,0 kg |
| Total     | Stefan Topurov · Bulgária             | 315,0 kg | Yurik Sarkisyan · União Soviética     | 307,5 kg | Oksen Mirzoyan · União Soviética       | 305,0 kg |
| 67,5 kg   |                                       |          |                                       |          |                                        |          |
| Arranque  | Mikhail Petrov · Bulgária             | 155,0 kg | Andreas Behm · Alemanha Oriental      | 150,0 kg | Israel Militosyan · União Soviética    | 150,0 kg |
| Arremesso | Mikhail Petrov · Bulgária             | 195,0 kg | Andreas Behm · Alemanha Oriental      | 190,0 kg | Israel Militosyan · União Soviética    | 185,0 kg |
| Total     | Mikhail Petrov · Bulgária             | 350,0 kg | Andreas Behm · Alemanha Oriental      | 340,0 kg | Israel Militosyan · União Soviética    | 335,0 kg |
| 75 kg     |                                       |          |                                       |          |                                        |          |
| Arranque  | Borislav Gidikov · Bulgária           | 167,5 kg | Cai Yanshu · China                    | 162,5 kg | Aleksandar Varbanov · Bulgária         | 160,0 kg |
| Arremesso | Borislav Gidikov · Bulgária           | 207,5 kg | Aleksandar Varbanov · Bulgária        | 205,0 kg | Andrei Socaci · Roménia                | 200,0 kg |
| Total     | Borislav Gidikov · Bulgária           | 375,0 kg | Aleksandar Varbanov · Bulgária        | 365,0 kg | Ingo Steinhöfel · Alemanha Oriental    | 345,0 kg |
| 82,5 kg   |                                       |          |                                       |          |                                        |          |
| Arranque  | László Barsi · Hungria                | 180,0 kg | Sergey Li · União Soviética           | 172,5 kg | Asen Zlatev · Bulgária                 | 170,0 kg |
| Arremesso | Sergey Li · União Soviética           | 210,0 kg | László Barsi · Hungria                | 210,0 kg | Constantin Urdaș · Roménia             | 205,0 kg |
| Total     | László Barsi · Hungria                | 390,0 kg | Sergey Li · União Soviética           | 382,5 kg | Asen Zlatev · Bulgária                 | 375,0 kg |
| 90 kg     |                                       |          |                                       |          |                                        |          |
| Arranque  | Ivan Chakarov · Bulgária              | 187,5 kg | Anatoly Khrapaty · União Soviética    | 185,0 kg | Sławomir Zawada · Polónia              | 180,0 kg |
| Arremesso | Anatoly Khrapaty · União Soviética    | 232,5 kg | Ivan Chakarov · Bulgária              | 225,0 kg | Sergey Chernenko · União Soviética     | 220,0 kg |
| Total     | Anatoly Khrapaty · União Soviética    | 417,5 kg | Ivan Chakarov · Bulgária              | 412,5 kg | Sławomir Zawada · Polónia              | 395,0 kg |
| 100 kg    |                                       |          |                                       |          |                                        |          |
| Arranque  | Nicu Vlad · Roménia                   | 192,5 kg | Pavel Kuznetsov · União Soviética     | 192,5 kg | Andor Szanyi · Hungria                 | 185,0 kg |
| Arremesso | Pavel Kuznetsov · União Soviética     | 230,0 kg | Nicu Vlad · Roménia                   | 227,5 kg | Ronny Weller · Alemanha Oriental       | 225,0 kg |
| Total     | Pavel Kuznetsov · União Soviética     | 422,5 kg | Nicu Vlad · Roménia                   | 420,0 kg | Andor Szanyi · Hungria                 | 407,5 kg |
| 110 kg    |                                       |          |                                       |          |                                        |          |
| Arranque  | Yury Zakharevich · União Soviética    | 203,0 kg | József Jacsó · Hungria                | 190,0 kg | Anton Baraniak · Tchecoslováquia       | 185,0 kg |
| Arremesso | Yury Zakharevich · União Soviética    | 242,5 kg | Detelin Petrov · Bulgária             | 230,0 kg | Anton Baraniak · Tchecoslováquia       | 230,0 kg |
| Total     | Yury Zakharevich · União Soviética    | 445,0 kg | József Jacsó · Hungria                | 415,0 kg | Anton Baraniak · Tchecoslováquia       | 415,0 kg |
| +110 kg   |                                       |          |                                       |          |                                        |          |
| Arranque  | Antonio Krastev · Bulgária            | 216,0 kg | Aleksandr Kurlovich · União Soviética | 212,5 kg | Leonid Taranenko · União Soviética     | 202,5 kg |
| Arremesso | Leonid Taranenko · União Soviética    | 265,5 kg | Aleksandr Kurlovich · União Soviética | 260,0 kg | Manfred Nerlinger · Alemanha Ocidental | 255,0 kg |
| Total     | Aleksandr Kurlovich · União Soviética | 472,5 kg | Leonid Taranenko · União Soviética    | 467,5 kg | Antonio Krastev · Bulgária             | 460,0 kg |

- — RECORDE MUNDIAL

### Feminino
| Evento    | Ouro                            | Ouro     | Prata                            | Prata    | Bronze                            | Bronze   |
| 44 kg     | 44 kg                           | 44 kg    | 44 kg                            | 44 kg    | 44 kg                             | 44 kg    |
| --------- | ------------------------------- | -------- | -------------------------------- | -------- | --------------------------------- | -------- |
| Arranque  | Cai Jun · China                 | 70,0 kg  | Chen Aizhen · China              | 62,5 kg  | Sibby Harris · Estados Unidos     | 50,0 kg  |
| Arremesso | Chen Aizhen · China             | 75,0 kg  | Cai Jun · China                  | 75,0 kg  | Sibby Harris · Estados Unidos     | 65,0 kg  |
| Total     | Cai Jun · China                 | 145,0 kg | Chen Aizhen · China              | 137,5 kg | Sibby Harris · Estados Unidos     | 115,0 kg |
| 48 kg     |                                 |          |                                  |          |                                   |          |
| Arranque  | Huang Xiaoyu · China            | 75,0 kg  | Robin Byrd · Estados Unidos      | 62,5 kg  | Sandra Gómez · Espanha            | 52,5 kg  |
| Arremesso | Huang Xiaoyu · China            | 95,0 kg  | Robin Byrd · Estados Unidos      | 75,0 kg  | Sandra Gómez · Espanha            | 70,0 kg  |
| Total     | Huang Xiaoyu · China            | 170,0 kg | Robin Byrd · Estados Unidos      | 137,5 kg | Sandra Gómez · Espanha            | 122,5 kg |
| 52 kg     |                                 |          |                                  |          |                                   |          |
| Arranque  | Yan Zhangqun · China            | 67,5 kg  | Margarita Babadzanova · Bulgária | 65,0 kg  | Rachel Silverman · Estados Unidos | 55,0 kg  |
| Arremesso | Yan Zhangqun · China            | 90,0 kg  | Margarita Babadzanova · Bulgária | 82,5 kg  | Rachel Silverman · Estados Unidos | 77,5 kg  |
| Total     | Yan Zhangqun · China            | 157,5 kg | Margarita Babadzanova · Bulgária | 147,5 kg | Rachel Silverman · Estados Unidos | 132,5 kg |
| 56 kg     |                                 |          |                                  |          |                                   |          |
| Arranque  | Cui Aihong · China              | 75,0 kg  | Won Soon-yi Coreia do Sul        | 65,0 kg  | Stéphanie Genna · França          | 62,5 kg  |
| Arremesso | Cui Aihong · China              | 85,0 kg  | Marie Forteath · Reino Unido     | 80,0 kg  | Stéphanie Genna · França          | 80,0 kg  |
| Total     | Cui Aihong · China              | 160,0 kg | Won Soon-yi Coreia do Sul        | 145,0 kg | Stéphanie Genna · França          | 142,5 kg |
| 60 kg     |                                 |          |                                  |          |                                   |          |
| Arranque  | Zeng Xinling · China            | 75,0 kg  | Gabriela Dimitrova · Bulgária    | 75,0 kg  | Ibolya Torma · Hungria            | 72,5 kg  |
| Arremesso | Zeng Xinling · China            | 105,0 kg | Ibolya Torma · Hungria           | 100,0 kg | Gabriela Dimitrova · Bulgária     | 92,5 kg  |
| Total     | Zeng Xinling · China            | 180,0 kg | Ibolya Torma · Hungria           | 172,5 kg | Gabriela Dimitrova · Bulgária     | 167,5 kg |
| 67,5 kg   |                                 |          |                                  |          |                                   |          |
| Arranque  | Arlys Kovach · Estados Unidos   | 80,0 kg  | Senka Asenova · Bulgária         | 80,0 kg  | Gao Lijuan · China                | 77,5 kg  |
| Arremesso | Gao Lijuan · China              | 102,5 kg | Jeanette Rose · Reino Unido      | 100,0 kg | Arlys Kovach · Estados Unidos     | 100,0 kg |
| Total     | Gao Lijuan · China              | 180,0 kg | Arlys Kovach · Estados Unidos    | 180,0 kg | Senka Asenova · Bulgária          | 180,0 kg |
| 75 kg     |                                 |          |                                  |          |                                   |          |
| Arranque  | Tanya Dimitrova · Bulgária      | 92,5 kg  | Li Hongling · China              | 90,0 kg  | Mária Takács · Hungria            | 87,5 kg  |
| Arremesso | Li Hongling · China             | 120,0 kg | Mária Takács · Hungria           | 117,5 kg | Tanya Dimitrova · Bulgária        | 102,5 kg |
| Total     | Li Hongling · China             | 210,0 kg | Mária Takács · Hungria           | 205,0 kg | Tanya Dimitrova · Bulgária        | 195,0 kg |
| 82,5 kg   |                                 |          |                                  |          |                                   |          |
| Arranque  | Karyn Marshall · Estados Unidos | 95,0 kg  | Erika Takács · Hungria           | 90,0 kg  | Milena Mileskova · Bulgária       | 90,0 kg  |
| Arremesso | Karyn Marshall · Estados Unidos | 125,0 kg | Erika Takács · Hungria           | 117,5 kg | Judy Oakes · Reino Unido          | 112,5 kg |
| Total     | Karyn Marshall · Estados Unidos | 220,0 kg | Erika Takács · Hungria           | 207,5 kg | Milena Mileskova · Bulgária       | 202,5 kg |
| +82,5 kg  |                                 |          |                                  |          |                                   |          |
| Arranque  | Han Changmei · China            | 90,0 kg  | Becky Levi · Estados Unidos      | 87,5 kg  | Snejana Vasileva · Bulgária       | 85,0 kg  |
| Arremesso | Han Changmei · China            | 120,0 kg | Becky Levi · Estados Unidos      | 110,0 kg | Snejana Vasileva · Bulgária       | 100,0 kg |
| Total     | Han Changmei · China            | 210,0 kg | Becky Levi · Estados Unidos      | 197,5 kg | Snejana Vasileva · Bulgária       | 185,0 kg |

## Quadro de medalhas
Quadro de medalhas no total combinado
| Ordem | País              | Medalha de ouro | Medalha de prata | Medalha de bronze | Total |
| ----- | ----------------- | --------------- | ---------------- | ----------------- | ----- |
| 1     | China             | 8               | 3                | 0                 | 11    |
| 2     | Bulgária          | 5               | 3                | 7                 | 15    |
| 3     | União Soviética   | 4               | 3                | 2                 | 9     |
| 4     | Hungria           | 1               | 4                | 1                 | 6     |
| 5     | Estados Unidos    | 1               | 3                | 2                 | 6     |
| 6     | Alemanha Oriental | 0               | 1                | 1                 | 2     |
| 7     | Roménia           | 0               | 1                | 0                 | 1     |
| 7     | Coreia do Sul     | 0               | 1                | 0                 | 1     |
| 9     | Polónia           | 0               | 0                | 2                 | 2     |
| 10    | Tchecoslováquia   | 0               | 0                | 1                 | 1     |
| 10    | França            | 0               | 0                | 1                 | 1     |
| 10    | Coreia do Norte   | 0               | 0                | 1                 | 1     |
| 10    | Espanha           | 0               | 0                | 1                 | 1     |
| Total | Total             | 19              | 19               | 19                | 57    |

Quadro de medalhas nos levantamentos + total combinado
| Ordem | País               | Medalha de ouro | Medalha de prata | Medalha de bronze | Total |
| ----- | ------------------ | --------------- | ---------------- | ----------------- | ----- |
| 1     | China              | 24              | 9                | 2                 | 35    |
| 2     | Bulgária           | 16              | 12               | 14                | 42    |
| 3     | União Soviética    | 10              | 10               | 8                 | 28    |
| 4     | Estados Unidos     | 4               | 7                | 7                 | 18    |
| 5     | Hungria            | 2               | 10               | 4                 | 16    |
| 6     | Roménia            | 1               | 2                | 2                 | 5     |
| 7     | Alemanha Oriental  | 0               | 3                | 2                 | 5     |
| 8     | Reino Unido        | 0               | 2                | 1                 | 3     |
| 8     | Coreia do Sul      | 0               | 2                | 1                 | 3     |
| 10    | Polónia            | 0               | 0                | 4                 | 4     |
| 11    | Tchecoslováquia    | 0               | 0                | 3                 | 3     |
| 11    | França             | 0               | 0                | 3                 | 3     |
| 11    | Espanha            | 0               | 0                | 3                 | 3     |
| 14    | Coreia do Norte    | 0               | 0                | 2                 | 2     |
| 15    | Alemanha Ocidental | 0               | 0                | 1                 | 1     |
| Total | Total              | 57              | 57               | 57                | 171   |